# Бой у Абазинки
Бой у Абазинки — одно из сражений русско-турецкой войны, произошедшее 30 сентября 1790 года близ речки Абазинка.
По турецкой версии боя не было. Военная операция, подготовленная турками, была сорвана предательством командующего Батал-паши, неожиданно сбежавшего с казной крепости Анапы и гарнизона, и нашедшего убежище у русских. Турецкая армия была обезглавлена. Несмотря на бегство Батал-паши черкесы продолжили свои нападения и удерживали русские войска на месте. После этого события кавказцы потеряли надежду на получение помощи от османов..Позже Батал-паша перешёл на российскую сторону и его имя было присвоено станице Баталпашинской (ныне город Черкесск и Баталпашинским озёрам (ныне водохранилище, т. н. Черкесское море) в Карачаево-Черкесской Республике.
В российской историографии бегства Батал-паши вместе с казной под прикрытием не было, а была битва, в ходе которой русский отряд под командованием генерал-майора И. И. Германа нанёс поражение 25-тысячному турецкому корпусу под началом анапского сераскира Батал-паши.
Во вторую турецкую войну при императрице Екатерине II неудачная экспедиция генерала Бибикова к Анапе поставила в тяжелое положение русские войска, разделённые на 2 корпуса: Кубанский генерала Розена, сосредоточенный у Ейского городка, и Кавказский генерала графа де Бальмена, расположенный отрядами по реке Кубань для охраны русских владений от набегов местных горцев, среди которых были сильные волнения вследствие религиозного проповедования Шейха Мансура (одного из предшественников Имама Шамиля).
Кавказский корпус к лету 1790 года был разделен на три отряда: первый — генерала-майора Булгакова в Прочном окопе (в начале XX века — станица), второй — бригадира Беервица в Невинном мысе, и третий — генерала-майора Германа в Кумском редуте (у верховья реки Кумы). В половине сентября были получены сведения, что Батал-паша с 25-тысячным войском перешёл реку Лабу и стоит на реке Урупе.
Из-за болезни Бальмена войсками корпуса командовал Герман, передвинувший свой отряд к Кубанскому редуту и успевший присоединить к нему отряд Беервица (Булгаков был далеко, а о корпусе Розена не было даже известий). К Герману присоединилось около 3,5 тыс. штыков и сабель. 27 сентября разъезды дали знать, что неприятель взял направление на Каменный брод (15 вёрст к югу от современной станицы Баталпашинской), пытаясь обойти русские войска с юга, ввиду чего Герман отодвинулся на 15 верст от первоначального расположения к реке Подбаклей, впадающей в Кубань ниже Абазинки. Этим манёвром отчасти прикрывались пути в Кабарду.
28 сентября турки переправились через Кубань у Каменного брода и стали здесь укреплённым лагерем. Высоты же, лежавшие перед последними, заняты не были, и ими в ту же ночь овладели войска Германа, решившего здесь дождаться присоединения Булгакова. Но, несмотря на занятую отрядом Германа фланговую позицию, турки уже к вечеру 28 сентября начали наступление в направлении к Кумскому редуту — узлу дорог в Кабарду и Георгиевск (главный город русских владений на Кавказе). Осознавая опасность такого манёвра, Герман решил атаковать турок, не дожидаясь соединения с Булгаковым. Для этого в 6 часов утра из лагеря на реке Подбаклей был выслан авангард под командованием майора князя Орбелиани, которому было приказано занять высоты на правом берегу Абазинки. Турки тоже стремились их занять, но русский авангард, поддерживаемый артиллерией, успел укрепиться. Вслед за этим на высотах развернулся отряд Германа и параллельно ему на скатах правого берега — регулярные войска турок. 30 турецких орудий открыли огонь по русским войскам, им отвечала 6-орудийная батарея русских. Пока бой разгорался по фронту, горцы, поддерживаемые конницей турок, ударили на левый фланг и тыл русских, но были отбиты общим резервом. К тому же времени огнём русской батареи была подбита часть турецких орудий, расположенных на левом фланге. Этим воспользовался Герман и решил нанести удар своими главными силами. Сначала бросилась в атаку конница, а за ней вскоре подоспели егеря. Турецкая батарея была взята, а весь левый фланг неприятеля был атакован штыковым ударом и обращён в бегство. Центр и правое крыло уже не могли держаться и весь турецкий корпус бежал. Батал-паша был взят в плен казаками. Богатый лагерь с обозами и огромными запасами достался победителю, потерявшими лишь 130 человек убитыми и ранеными. Победа Германа имела большое моральное значение, ибо загладила дурное впечатление, произведённое неудачным походом Бибикова и утвердило среди горцев мнение о непобедимости русских.